# مونالیزا و ماه خونین
مونالیزا و ماه خونین (انگلیسی: Mona Lisa and the Blood Moon) فیلم فانتزی ۲۰۲۱ محصول ایالات متحده آمریکا به نویسندگی و کارگردانی آنا لیلی امیرپور است. در این فیلم جون جونگ-سو، کیت هادسن، کریگ رابینسون، اوان ویتن و اد اسکرین بازی می‌کنند.
اولین نمایش جهانی این فیلم، در ۵ سپتامبر ۲۰۲۱ در جشنواره فیلم ونیز بود.

## داستان
مونا لیزا لی، بیماری است که در یک بیمارستان روانی نزدیک نیواورلئان بستری است. او پس از تحمل خاموشانهٔ بدرفتاری‌ها، با استفاده از نیروی تله‌پاتی می‌گریزد و چند کارمند را که سر راهش قرار می‌گیرند، مجروح می‌کند. او شبانه بی‌هدف در خیابان‌ها پرسه می‌زند و با افراد گوناگونی روبه‌رو می‌شود که برخی از آن‌ها خصمانه یا تهدیدآمیز هستند. رفتار عجیب او توجه پلیسی به نام هارولد را جلب می‌کند که می‌کوشد وی را بازداشت کند. مونا با نیروی خود باعث می‌شود او به زانوی خودش شلیک کند.
سپس مونا زنی به نام بانی بل را که در پارکینگ یک رستوران فست‌فود در حال باختن در یک نزاع خیابانی است، نجات می‌دهد. بانی بل، یک رقاص برهنه و مادر مجرد، با مونا لیزا دوست می‌شود و او را به خانه‌اش می‌برد. مونا با پسر خردسال بانی به نام چارلی پیوند عاطفی برقرار می‌کند.
بانی از نیروی مونا لیزا برای سرقت از مردی در دستگاه خودپرداز و نیز برای گرفتن انعام‌های ناخواسته از مشتریان کلوب شبانه‌ای که در آن می‌رقصد، سوءاستفاده می‌کند. این کارها دوباره مونا لیزا را در معرض توجه افسر هارولد قرار می‌دهد که همچنان در حال پیگیری است. وقتی او با این دو زن روبه‌رو می‌شود، رفتار بانی باعث می‌شود مونا لیزا حقیقت او را دریابد و دوستی‌شان را پایان دهد. بانی که تنها مانده است، به دست گروهی از مردانی که پیش‌تر فریبشان داده بود، مورد حمله قرار گرفته و به شدت کتک می‌خورد.
مونا لیزا تصمیم می‌گیرد شهر را ترک کند و به چارلی پیشنهاد می‌دهد که همراهش برود. چارلی می‌پذیرد. هنگامی که آن‌ها در فرودگاه نزدیک است توسط افسر هارولد دستگیر شوند، چارلی حواس‌ها را پرت می‌کند تا مونا لیزا بتواند بگریزد.

## بازیگران
- جون جونگ-سو در نقش مونا
- کیت هادسن در نقش بونی
- کریگ رابینسون در نقش افسر هارولد
- آلتونیو جکسون در نقش ری اس‌آر.
- اد اسکرین در نقش فاز
- اوان ویتن در نقش چارلی

## تولید
در اکتبر ۲۰۱۸، اعلام شد که کیت هادسن، کریگ رابینسون، آلتونیو جکسون و زک افران به گروه بازیگران این فیلم پیوستند و آنا لیلی امیرپور کارگردانی این فیلم را برعهده دارد و فیلم‌نامهٔ آن را نوشته‌است. جان لشر تحت نظر شرکت Le Grisbi Productions به‌عنوان تهیه‌کننده فعالیت خواهد کرد.
Black Bicycle Entertainment با همکاری wiip به تهیه‌کنندگی می‌پردازند، و Luke Rodgers مدیر اجرایی تولید خواهد بود. در آوریل ۲۰۱۹، جون جونگ-سو به گروه بازیگران فیلم ملحق شد. در ژوئیه ۲۰۱۹، اعلام شد که اد اسکرین و اوان ویتن به گروه بازیگران فیلم پیوستند و اد اسکرین جایگزین زک افران شد.
فیلم‌برداری اصلی در ژوئیه ۲۰۱۹ آغاز شد. علاوه بر موسیقی اصلی توسط دانیله لوپی، ساندترک شامل چندین آهنگ از بوتین است.

## انتشار
این فیلم در جشنواره فیلم ونیز در ۵ سپتامبر ۲۰۲۱ به نمایش درآمد.